# Pueblo aguacateco
Los Aguacatecos (también conocidos como awakatekos) son un grupo étnico de origen maya con asentamientos originales en Aguacatán municipio de Huehuetenango, Guatemala. En México se localizan escasas minorías en Chiapas. 

## Etimología y autodenominación
Los indígenas aguacatecos se refieren a su idioma como qa ' yol o "nuestra palabra". También se autonombran qatanum, que significa "nuestra gente" a diferencia de la palabra Awakateko utilizada por voces españolas en alusión al municipio de Aguacatán (el cual significa “lugar de abundantes aguacates”, haciendo alusión a la producción agrícola y no específicamente a la gente indígena).

## Datos históricos
Se han descubierto evidencias arqueológicas de su presencia prehispánica en Chalchitán (poblado originalmente llamado Coacutec por sus orígenes nahuas). Durante una expedición misionera de 1643, el dominico irlandés Tomás Gage evidenció en sus crónicas el cultivo de uvas desarrollado por este pueblo. En 1891, Chalchitán fue anexado como barrio a Aguacatán, por consecuencia los indígenas Chalchitecos han establecido relaciones sociales con los aguacatecos. En su obra "Recordación Florida", Francisco de Fuentes y Guzmán relató que en Chalchitán y Aguacatán estaban habitadas por alrededor de 480 hablantes de una idioma con pronunciación gutural.
La Academia de Lenguas Mayas de Guatemala (ALMG) realizó en diciembre de 1999 una asamblea, instalando la Junta Directiva de la Comunidad Lingüística Awakateka con más de 75 miembros. Esta comunidad se integró con personas interesadas en perpetuar la cultura de este pueblo. La comisión organizadora tuvo que hacer propaganda para difundir los objetivos de la Academia de Lenguas Mayas de Guatemala; su organización interna fue muy decayente, pues carecían de recursos, movilización y encontraron la oposición de instituciones como el Instituto Lingüístico de Verano. Actualmente la Comunidad Lingüística Awakateka se encuentra en el municipio de Aguacatán y contaba con 177 miembros

## Actividades Productivas
Es un pueblo agrícola que produce principalmente ajo y cebolla y en temporada el banano. Los pastores se dedican al cuidado de las ovejas para producir lana (y de ésta, tejidos artesanales). Muchos indígenas aguacatecos han tenido que emigrar al sureste de México así como a Estados Unidos para desempeñarse como agricultores.

## Religión aguacateca

### Creencias religiosas "Awakatekas"
La actual religión de los aguacatecos es una mezcla de catolicismo, religiones protestantes, elementos nativos y adoración de los antepasados. Además, hay muchos dioses que representan rasgos naturales, como montañas y primaveras que son sitios para sus dueños sobrenaturales. Los cuerpos celestes son dioses en ellos. Tradicional (pero en desaparición) la adoración de los antepasados (el culto a los muertos) reconoce un poder más allá de la tumba. Padres y abuelos difuntos siguen jugando una parte activa en el transcurso de la vida ayudando cuando el aguacateco ha residido armoniosamente y castigando cuando ocurren la animosidad y la celosía. La muerte influye en la vida ritual pública aguacateca. Cuando un aguacateco es maltratado por otro, un chamán es alquilado para ponerse en contacto con el antepasado muerto del individuo ofendido y archivar una queja. Los mayores muertos envían a un pariente difunto de un malhechor a una "cárcel". El encarcelado, sufriendo al antepasado envía entonces un mantar (el castigo) al malhechor vivo. Para librarse de este castigo, el aguacateco apela a un chamán para liberar al antepasado por pago de multas a los antepasados mayores.

### Médicos religiosos
Los chamanes conducen tanto rituales mágicos como públicos (costumbres). Hacen preguntas a los antepasados muertos y retransmiten las conversaciones de vuelta a los familiares. La limpieza espiritual es conseguida por dispersión de frijoles sobre la tierra y recogiéndolos recitando los días de la semana del antiguo calendario maya. Los médiums también están implicados en conversaciones con los muertos.

### Ceremonias
Antes de 1960, los festivales regulares eran llamados k'ej (fiestas) duraban siete días e implicaban desfiles, música, baile y mucha bebida. Durante estos festivales, los chamanes realizaban ceremonias y ritos. Había tres grupos de baile ritual—dos orientales (Tz'Unum y Muztec) y uno occidental (Moros). Las obligaciones del baile fueron heredadas del padre al hijo y de la madre a la hija; los rituales menores fueron los deberes de ciertas familias.

### Medicina
En la religión tradicional, los antepasados difuntos juegan un papel prominente en la enfermedad y la curación. Los muertos pueden curar por la intervención chamánica. Los chamanes son alquilados para apelar a los muertos para la consulta espiritual, la curación y el consejo. La moralidad se mezcla con la medicina en la sociedad aguacateca. El bienestar o la salud pueden depender de las acciones y el comportamiento del individuo.

### Muerte y vida después de la muerte
El aguacateco no concibe la vida después de la muerte como un cielo o un infierno, pero un lugar donde los antepasados ya fallecidos residen y están activos en el transcurso de la vida. La vida después de la muerte llegó a tener un fuerte agarre en las personas, a tal grado que sus vidas diarias fueron consumidas por la adoración de los antepasados.

### Cambio religioso
La práctica tradicional aguacateca de adoración de antepasados fue suplantada por nuevas religiones en los años 1950s cuando misioneros protestantes y católicos vinieron a Aguacatán y les ofrecieron a los indígenas una alternativa secularizada a su sistema religioso. Por consiguiente, los indígenas orientales fueron los primeros en abandonar el sistema político ritual; dentro de poco, los habitantes del oeste siguieron el pleito a partir de ese entonces. La participación de misioneros cambió drásticamente a la sociedad aguacateca. Los jóvenes indígenas quienes basaban su prestigio en las nuevas organizaciones religiosas surgieron como los nuevos líderes de comunidad. La unidad en cada grupo étnico fue destruida, mientras unos fueron convertidos y otros conservaron la práctica tradicionalista.

## Fiestas y ceremonias tradicionales
Los aguacatecos realizan diversas ceremonias y fiestas. En ellas se realizan rezos en su idioma nativo, ofrendas, comidas, enterramientos de piedras (para proteger a los recién nacidos), encomendaciones, quema de "candelas", entre otros. Su panteón religioso se compone de los elementos de la naturaleza (cerros, agua, nubes, etc.), el "Ser Supremo" y su santa patrona es la Virgen de la Encarnación. Como todos los grupos étnicos de la región, ellos están perdiendo lentamente sus tradiciones ancestrales.

### Celebración del nacimiento
Una de las festividades celebradas antes de la llegada de los españoles fue el Q'a'jb'il que consiste en sembrar una piedra al momento de nacer el niño para que el Ajpom (sacerdote) descubra mediante ésta, la actividad productiva a la que se dedicara cuando sea adulto. Existen diferentes variantes según el pueblo o municipio. Entre las que destacan las siguientes:
Cantón Aguacatán: Se realiza una ceremonia conocida como Xhch'ajanil' ni' que significa "comida de apazote por el niño o niña". Se efectúa a los ocho días de nacimiento del niño o niña.
Río San Juan: Fiesta familiar a los ocho días de nacimiento, contando con un menú de caldo de pollo y apazote.
Las Pilas: El Xhch'ajan se festeja sirviendo el caldo de pollo para la mamá, comadrona, invitados, abuelos, compadres y personas importantes.
Pichiquil: Cumplidos ocho días del nacimiento, se mata un gallo y se coloca en la cabeza del bebé, según la tradición para ser buen viajero o comerciante.
Exchimal: El almuerzo después de los ocho días es caldo de carnero (oveja) o chompipe con tamalitos en hojas de milpa. 
Llano Coyote: En el Tichil ni', se reúnen las familias, comadronas (parteras) e invitados para celebrar con felicidad el nacimiento del niño.
Tuixkox: En este poblado se celebra a los tres días. Se hace una comida especial, para el convivió entre papás, abuelos y otros familiares. Se celebra bajo la dirección del Ajpom, quien realiza la ceremonia. Esto se hace para el buen futuro, crecimiento, salud y protección del bebé.

### Ajawlil
El ajawlil es una ceremonia penitenciaria que sirve para castigar simbólicamente a los padres de un niño en caso de que este se encuentre enfermo o a punto de morir. En esta ceremonia están presentes los padres, los abuelos y el Ajpom. 
El Ajpom se sienta en una silla con una mesa para descubrir las culpabilidades de los padres, a la par se sientan los papás. La pareja debe de venir arrodillada cuatro veces desde el patio hasta el corredor de la casa en donde se ubica el Ajpom, trayendo cada uno cierta cantidad de licor, mismo que debe ser entregado a los abuelos (padres de la mamá y el papá). Antes de entregar la bebida alcohólica el sacerdote indicaba cuantas veces se le tiene que dar besos a las manos y pies de los abuelos.
Cumplidos los cuatro actos de arrodillamiento y de besar las manos y pies, los padres dan la espalda a los abuelos por siete veces. Al hacer esto, los abuelos levantan la camisa y el güipil para pegarles trece veces con el mecapal, previamente los abuelos dicen textualmente:
“Miren, son unos desobedientes porque no cumplen y no han cumplido las recomendaciones dadas por nosotros en la pedida”.
Con la autorización del sacerdote les pegaban las trece veces. Los padres han descrito sentir pena y humillación durante la ceremonia (cuyo fin es este). Con la evangelización e introducción del catolicismo, se está perdiendo poco a poco esta tradición aguacateca.

### Casamientos y pedidas de mano
La tradición para el matrimonio de la comunidad, indica que primero se realizan las pedidas de mano, aunque con la modernidad se va perdiendo la tradición y las celebraciones nupciales, al momento de casarse. El primer paso para un joven aguacateco, es escoger a su pareja, luego platicar con ella para después si se comprenden mutuamente, dar aviso a sus padres, pero considerando que éstos pueden permitir o no su relación de pareja.
La pedida se realiza de una a tres veces consecutivas hasta que los padres de la novia den una respuesta positiva y favorecedora. Después de la aprobación de los padres, éstos se ponen de acuerdo para los preparativos de la boda (fecha, fiesta y en su caso, casamiento legal). En la Tuixkox ("la respuesta") se reconoce la aceptación de la unión de la pareja. Cuando esto ocurre, los familiares de la novia ofrecen una comida como confirmación de la pareja.
En las pedidas, los padres del novio llevan presentes como: pan, café, xhekas, cigarros, guaro o dinero. En algunas zonas de la comunidad, los padres de la novia piden dinero en efectivo, a pesar de que la mayoría de las familias se conforman con lo que el novio ofrece. Esta ofrenda varía comunidad con comunidad:
Exchimal: Algunos padres pagan Q.100.00 por la mano de la novia.
Llano Coyote: Los padres de la novia piden hasta Q.1000.00 por sus hijas. Además invitan a sus familiares a unirse a la felicidad de los novios, les ofrecen aguardiente y dejan el dinero que les solicitan, si está en sus posibilidades económicas.
Manzanillo: Se ofrece celebración y convivió, en la noche en que la novia es traída a su hogar.
| Idioma Aguacateco | Idioma español |
| --- | --- |
| “Permis swutz Mariy Encarnación. Nayukunin jun or kob' or te'j jun xun wipop, wichem. Eqa'n wa'n saq corosa. Nchinb'en te'j jun xun, nopon stzi' chiq'aq', jaxnimantzaj, winajlen, niky'al mulaj wutz, niky'al mulaj xhq'alaj, che'n nopon tziq'aq' te'j jun xun, jun q'apoj jaku' stzi', jano'ju'l wutz te'j jun xiky tetz jun q'ujxom” | "El sacerdote maya pide permiso la virgen, la patrona del pueblo, porque va en una casa ajena, pide también que las personas de esa casa lo reciban bien y que todo salga bien sin ninguna dificultad, él ofrece todos los regalos (ofrendas) que lleva, como aguardiente, chocolates y todo lo indispensable para el pedido y la unión de la pareja." |

En la actualidad, las comunidades siguen los ritos de matrimonio de la Iglesia Católica, durante el día de respuesta o confirmación, los padres programan las actividades nupciales. Se fija la fecha a conveniencia de los familiares del novio, se invitan a los familiares y amigos.
Previo al matrimonio es obligatorio obtener los recursos prematrimoniales orientados por la iglesia, posteriormente se efectúa la boda civil por un Notario o en la Municipalidad y luego en la iglesia. 

### Ceremonias agrícolas
Los mayas aguacatecos celebran misas y cultos para dar gracias por las buenas siembras y cosechas quemando candelas bendecidas.
| Comunidad           | Descripción de la celebración |
| ------------------- | --- |
| Cantón Aguacatán    | Algunos celebran ceremonias en los centros cercanos a la aldea o en casa de algún Ajpom. Quema de candelas en el terreno a cultivar. Las candelas que se ofrendan para el efecto deben estar ya bendecidas por algún Ajpom conocido.                                                       |
| Aldea Río San Juan  | Anteriormente se celebraba una ceremonia cuando empezaban a salir los elotes, hacían un almuerzo entre la milpa y realizaban peticiones para la buena cosecha. |
| Aldea Pichiquil     | Los ancianos, durante la siembra de maíz, siembran una candela en las esquinas de los terrenos después de haber depositado los granos en la tierra. |
| Cantón Las Pilas    | Anteriormente los vecinos contrataban los servicios del Ajpom, antes de sembrar el maíz, para quemar las candelas en las esquinas de los terrenos. En la actualidad, a cambio de esa ceremonia, se hacen procesiones de imágenes y también se hacen ofrendas en la Iglesia por la cosecha. |
| Aldea Exchimal      | Se hace una quema de copal y candelas en la casa del interesado a través de los servicios de un Ajpom, para que sea abundante la cosecha y caiga la lluvia. |
| Aldea El Manzanillo | Se queman velas en las esquinas de los terrenos, para pedir permiso al mundo por herir la tierra y que sus frutos sean buenos y abundantes. |
| Aldea Llano Coyote  | Durante el día de siembra de maíz, el dueño del terreno, invita a los mozos a un almuerzo con caldo de pollo, al igual cuando se tapisca. |

### Ceremonias de construcción de casas
Para santiguar la construcción de una casa se realizan tanto ceremonias católicas (para invocar a Dios), como mayas (para averiguar el día indicado de inicio de la construcción). Esta celebración se denomina Nachb'il ka'l.
La ceremonia maya consiste en realizar un almuerzo para entre los albañiles y los futuros habitantes de la casa en construcción para demostrar su agradecimiento. Asimismo, en otras partes de la comunidad además de esta ceremonia, se hacen fiestas o convivios. En Llano Coyote, se realiza la ceremonia, invitando a la familia y a los albañiles para un almuerzo de caldo de pollo cuando se colocan las primeras tejas.

### Festividades católicas
Destacan sus festividades católicas como la celebración del Sábado Santo, que se celebra 24 días después de este día. La fiesta es en honor a la Virgen de la Encarnación y destacan su celebración con alegorías y juegos pirotécnicos. Además, se hace una representación simbólica de la lectura del "Testamento de Judas" que es una crítica con tinte jocoso para las personas notables y las autoridades locales. Participan también miembros aledaños, destacándose los organizadores de las cofradías y personas visitantes. 

### Fiestas del calendario maya
Hoy en día las fiestas de origen prehispánico son celebradas por los sacerdotes mayas (quienes también manejan las fechas de celebración). A continuación se presentan las de mayor importancia:
| Nombre en Aguacateco       | Descripción en Español                                                                                     |
| -------------------------- | --- |
| Tx'amij                    | Inicio del año.                                                                                            |
| Poq'on a'                  | Se ruega por la lluvia.                                                                                    |
| B'uch                      | Agradecimiento por las flores, inicio de una nueva generación de una nueva vida, (inicio de la Primavera). |
| Nimq'ej                    | Fiesta grande, comida y bebidas en abundancia, por la siembra, en honor a la Virgen Encarnación.           |
| Oktaw (Stzajsb'ilwi' q'ej) | Fin de la fiesta grande, cambio de 2 de sus “Principales” (que son el Miyor rey y Miyor nim).              |
| Q'o'tz                     | Fiesta de la alegría con sentido sano (Carnaval)                                                           |
| Awost                      | Fiesta de la cosecha, en honor a la Virgen de la Asunción.                                                 |
| Turusant                   | Última fiesta maya, hay intercambio de comida con sus compadres, oran por sus ánimas. (Día de los Santos). |
| Ak'aj Yob'                 | Año nuevo.                                                                                                 |

### Ceremonias fúnebres
Se ofrecen oraciones donde se quema pom y se toca el tum y la chirimía, o también hay quema de juegos artificiales. A continuación se presentan la variantes de los pueblos aguacatecos:
Las Pilas: En una representación simbólica se entabla un diálogo con el cuerpo del difunto para pedir que no asuste y que descanse en paz. Se queman cohetes de vara o bombas. 
Pichiquil: Los aguacatecos católicos celebran un velorio con familiares y vecinos. Se ofrece comida a los presentes y al sacar al difunto se hace un recorrido por toda la casa.
La Barranca: Realizan rezos durante el velorio y los nueve días de duelo.
Exchimal: Cuando muere un anciano, se quema pom, candelas y cohetes en su velorio.
El Manzanillo: Se acostumbra llenar la mesa del fallecido con flores, candelas, hojas de pino verde y una canasta donde se juntan las limosnas. Entre el pésame y las lágrimas del llanto, cantan haciendo mención de la memoria del fallecido. 
Llano Coyote: Durante el velorio y los entierros se ofrecen cigarrillos, aguardiente y comida con carne o frijol a todos los asistentes.

### Ceremonias menores
Antiguamente se efectuaban celebraciones de diversos fines por ejemplo en la población de El Manzanillo se efectuaban rezos por los sacerdotes indígenas antes de talar árboles; en Tuixkok se dedicaba un día a las cosechas y en Río San Juan se celebraban el día de los animales, de la lluvia, del maíz, agua y matrimonio, y se encomendaba a los niños a un fiador (piedra). 
Nachb'il Skyb'aj e' txuk (el día de los animales): Es efectuada por los ancianos para encomendar a los animales a la protección del mundo, los cerros, el pueblo y las cuevas, teniendo en cuenta al "Ser Supremo". Se efectuaba en las aldeas Río San Juan y Tuixkok.
Nachb'il tib'aj ab'al (día de la lluvia): Ceremonia importante para los mayas prehispánicos y contemporáneos; se efectúan rezos y peticiones en el idioma autóctono encomendando las aguas bienhechoras a divinidades como la Naturaleza, el mundo y la Virgen de la Encarnación. Piden por las lágrimas de los cerros, del mundo y de las nubes, pues según sus creencias las lágrimas de los hijos de todo el mundo lloran por hambre y sed. A continuación se presenta una comparación de una petición de la lluvia en aguacateco y su traducción en español: 
| Idioma aguacateco | Idioma español |
| --- | --- |
| "Qajilonqnok jalu', swutz munt, ta'al wutz ta'al wutz munt, ta'al wutz sb'aq', nachoq'len chiky'ajl, chime'l; tan we'j, tan sqej stzi'. Qayuka'len nok Mariy Enkarnasyon, ju'wutz, ju'munt, muku'l tzine'j ta', muku'l tzine'j taq'unu' Ryos. Niky'al tuk'wa', jayukune'ltzaj qa'n, tan toq'le'n ta'al muj, ta'al sb'aq' swutz ye munt. Jayukontzaj nok niky'al Witx'a'pl. Yukonqtzajnok niky'al Wixul Yukonqtzajnok niky'al Tq'ajb'il Yukonqtzajnok niky'al Majlen Yukonqtzajnok niky'al Wisb'il Yukonqtzajnok niky'al Wiskab'k'ub' Yukonqtzaj nok niky'al Wixo'lb'e' Yukonqtzaj nok niky'al Wiranch Yukonqtzaj nok niky'al Witnum Yukonqtzaj nok niky'al Wimajchun. Yukonqtzaj nok niky'al Majlen Xhq'alaj". | "Hablaremos ahora ante el mundo, lágrimas, lágrimas del mundo, lágrimas de las nubes; sus hijos y sus hijas lloran con lágrimas en sus ojos, por la sequía y por el hambre. Salga entonces María Encarnación a la terminación del cerro, a la terminación del mundo, que venga hacia acá padre, que venga hacia acá Dios, en medio de los nacimientos. Ya salió con nosotros la Virgen! para pedir las lágrimas de las nubes, las lágrimas de las neblinas, ante este mundo y que venga desde la terminación del cerro, "llamado Tx'a'pl" Que venga desde el centro del cerro llamado Wixul Que venga desde el centro del cerro llamado Tq'ajb'il Que venga desde el centro del cerro llamado Majlenwutz Que venga desde el centro del cerro llamado Wisb'il Que venga desde el centro del cerro llamado Wiskab'k'ub' Que venga desde el centro del cerro llamado Wixo'lb'e' Que venga desde el centro del cerro llamado Wiranch Que venga desde el centro del cerro llamado Witnum Que venga desde el centro del cerro llamado Wimajchun Que venga desde el centro del cerro llamado Majlen Xhq'alaj" |

Nachb'il qawa', tuch' qak'a' swutz kojb'il (día del maíz y del agua sobre la tierra): En este día se pide al "Ser Supremo" por el maíz y el agua de la tierra; se mencionan los diferentes colores del maíz y el color blanco de la vestimenta de la Virgen de la Encarnación.
| Idioma aguacateco | Idioma español |
| --- | --- |
| Q'anxhpin saqxhpin q'anxu'y saq ixi'n q'an ixi'n saqwutz saq Mariy q'an saqwutz swutz kojb'il swutz tejb'il jun meky qameky | Amarillo y otros colores combinados Blanco y otros colores combinados amarillo y negro maíz blanco maíz amarillo color blanco blanca María color amarillo y blanco sobre la tierra - |

### Creencias populares
- Se prohíbe que los niños se sienten en una piedra de afilar o de moler, pues si lo hacen sus descendientes carecerán de cabello.

- Antes de poner la primera piedra en el temazcal, se debe colocar chile seco, ajo, pimienta o tizne de ocote; de esta manera se evaden los "malos espíritus".

- En los baños de chuj, el primer fuego es usado por los adultos por ser considerado sagrado y privilegio de los mayores.

- Las niñas no deben de jugar con el q'oq' (chilacayote), de lo contrario sus tu' (senos) no llegaran al tamaño del chilacayote.

- Cuando las niñas tiran el agua y truena al caer a la tierra, su menstruación será abundante.

- Las niñas no deben entrar en el temazcal con el corte o meterlo en chuj, de lo contrario su vientre al embarazarse será muy grande.

- Para evitar que un niño se caiga al dar sus primeros pasos, se le amarra un hilo con tinta negra en su dedo pulgar del pie o en el tobillo.

- Si dos gatos se revuelcan en el tapanco de la casa auguran cosas negativas.

- Si tiembla de día vendrá el verano o una sequía.

- Cuando se sopla la carne caliente de venado, se caen los dientes.

- Si se sueña con culebras, un enemigo vencerá al soñador.

- Si un "espanto" (fantasma) te encuentra y no te habla te produce la muerte.

- Los tronidos de los cerros de Llano Coyote son considerados señal de lluvias.

- Cuando un tecolote canta cerca de una casa, un integrante de la familia tiene que regañarlo y pedirle que se aleje con un rezo para evitar la muerte de alguien.

- Si una muchacha come frente al temazcal su vientre al embarazarse será muy abultado.

- Si alguien apunta el arco iris con su dedo se le caerá su uña y le dará Slub' (dedo podrido).

- Si alguien destruye un lugar religioso maya, se volverá loco o adicto a alguna sustancia.

- En Pichiquil, cuando un bebé tiene problemas al intentar de hablar se le da de comer con ayuda de una tabla con un agujero para que pueda aprender mejor.

- Los muchachos tienen prohibido pasa por encima de una escoba, pues si lo hacen tendrán muchos hijos como muchos son los flecos de la escoba.

## Vestimenta
En cuanto a su indumentaria, se destaca el traje femenino por su diseño que representa los símbolos propios de este pueblo; además de darle distinción al grupo étnico, brinda su propia manera de manifestar su cultura. Existen mínimas diferencias en la ropa de los dos grupos dialectales.

### Traje femenino
El traje de la mujer (Ye b'e'chaq xna'n qatanum) está conformado por: 
Güipil (Kolb'aj): En general están elaborados de tela blanca sintética de fábrica importada con bordados de diferentes colores (flores y diseños geométricos [verticales, romboidales y triangulares]); en ocasiones se aprecia cierta similitud con el estilo sacapulteco (aunque entre ambos grupos se influencian entre sí). El costo promedio de esta prenda se encuentra entre Q. 500.00 a Q. 1,000.00 quetzales. El color blanco recuerda la pureza, transparencia, claridad, así como la luz del día y la bondad de quien lo porta. Existen dos variantes: el güipil de cuello cuadrado y el de cuello redondo. 
El de cuello redondo representa a la tierra y lleva bordado animales como caballos, pájaros y plantas, recordando la admiración que el ser humano tiene hacia la "madre naturaleza" y su representación artística-simbólica. Los colores usados son el verde (que simboliza árboles y plantas) y el azul (recuerda al cielo y al agua). El traje en sí, inspira pensamiento, filosofía y solidaridad del hábitat.
El de cuello cuadrado representa los puntos cardinales, utiliza los colores: verde (inspirando esperanza y naturaleza), rojo (en alusión al fuego) y azul. & blanco
Hoy día, se elaboran con máquina de coser y con costosos adornos.
Corte (Chiky'b'aj): (Puede ser enagua o falda) De cuatro metros, se teje a mano de tres a cuatro meses con hilo de algodón azul oscuro (o negro) y adornos de hilos de colores verticales de lustrina. Su precio oscila entre Q. 1,500 a Q. 2,500 los de mejor calidad, los más modernos son hechos en telar mecánico fuera de Aguacatán. El color azul oscuro representa la noche y los hilos de colores al arco iris.
Faja (To'q): Sirve para amarrar el corte y mide aproximadamente dos metros y medio. Se compone de hilos de color blanco y negro o de diferentes colores, aunque anteriormente se elaboraban de lana de oveja. Representa a la seguridad y firmeza de la mujer.
Accesorios: 
- Listón o cinta para el cabello (Lana'): Mide tres metros aproximadamente, es de color rojo con franjas de hilo blanco en las orillas. Elaborada manualmente con la técnica del tejido, se compone de hilos de diferentes colores, formando figuras geométricas que representan a la naturaleza (animales y plantas). Es útil en los días soleados y ha tenido significados simbólicos gracias a la cultura popular pues representa a la Serpiente Emplumada según el Popol Vuh; también por tener color rojo recuerda a la sangre, existencia y vida de los seres vivientes.

- Caites (Sukyijwitz).

- Perraje (Xb'u'q).

### Traje masculino
El uso del traje está disminuyendo con las influencias modernas. Son los ancianos los que más conservan su vestimenta, a pesar de eso, utilizan el traje incompleto; éste está compuesto por: el pantalón (Wex), el cinturón (K'alb'il), la camisa (Kmi'xh), el sombrero (Twi'b'aj), Caites (at k'ijil) con máscara protector sobre los pies (en conjunto, Xab'), el pañuelo para el cuello (Su't) y el suéter o chumpa (Kxhe'y).

## Música y Danzas
La música en peligro de desaparecer es muy llamativa pues consta de serenatas de guitarra nocturna que se ubican en las calles de las localidades. Las danzas son practicadas en las fiestas de la comunidad y tienen más similitud con las de Chiapas, destacándose La Culebra y Los Toritos. también más pero se ha ido perdiendo con el tiempo

## Escolaridad
Carecen de institutos escolares bilingües, prevaleciendo el analfabetismo.

## Lecturas recomendadas
- Brintnall, Douglas. 1979. Revolt Against The Dead: The Modernization of a Maya Community in the Highlands of Guatemala. New York: Gordon and Breach.
- McArthur, Harry S. 1977. "La liberación de los muertos: Ritos y razones de los bailes aguacatecos."
- McArthur, Harry S. 1987. Papel de los antepasados en la vida cotidiana de los Aguacatecos (Mayas).